# Aliya Nazarbaïeva
Aliya Nursultanqyzy Nazarbaïeva (en kazakh : Әлия Нұрсұлтанқызы Назарбаева), née le 2 mars 1980 à Alma-Ata (République socialiste soviétique kazakhe, Union soviétique), est une femme d'affaires kazakhe, et la plus jeune fille de l'ancien président kazakhe Noursoultan Nazarbaïev. Elle a été élevée au Kazakhstan et a terminé ses études au Royaume-Uni et aux États-Unis. En plus de sa langue maternelle, elle parle anglais, allemand et russe.

## Biographie
Elle a fait des études en Suisse puis à l'Académie judiciaire de l’État kazakh. Elle est assistante auprès du directeur de la radio Europa Plus, interne auprès du département légal de la banque TuranAlem, consultante au département de l’administration présidentielle, présidente de la corporation Almatypharm, directrice générale de Caspian Industries Ltd et présidente du Conseil d'Elitstroy.

## Vie privée
En 1998, elle a épousé le fils du président du Kirghizistan Aïdar Akayev, dont elle a divorcé. Elle épouse en 2002 Daniyar Khassenov, avec qui elle a deux filles, Tiara (née en 2007), et Alsara (née en 2011).